# Golden Gala 2013
Golden Gala 2013 – mityng lekkoatletyczny, który odbył się 6 czerwca na Stadio Olimpico w Rzymie. Zawody były piątą odsłoną prestiżowej Diamentowej Ligi w sezonie 2013.

## Rezultaty

### Mężczyźni
| Konkurencja:               | 1. miejsce          | Rezultat    | 2. miejsce              | Rezultat        | 3. miejsce            | Rezultat    |
| Bieg na 100 m              | Justin Gatlin       | 9,94        | Usain Bolt              | 9,95 SB         | Jimmy Vicaut          | 10,02 =PB   |
| Bieg na 400 m              | LaShawn Merritt     | 44,96       | Youssef Ahmed Masrahi   | 45,24           | Josh Mance            | 45,26       |
| Bieg na 800 m              | Mohammed Aman       | 1:43,61 WL  | Pierre-Ambroise Bosse   | 1:43,91 PB      | André Olivier         | 1:44,37 SB  |
| Bieg na 5000 m             | Yenew Alamirew      | 12:54,95 WL | Hagos Gebrhiwet         | 12:55,73 SB WJL | Isiah Kiplangat Koech | 12:58,85 SB |
| Bieg na 110 m przez płotki | Siergiej Szubienkow | 13,20 SB    | Pascal Martinot-Lagarde | 13,31 PB        | Balázs Baji           | 13,44 PB    |
| Bieg na 400 m przez płotki | Johnny Dutch        | 48,31       | Javier Culson           | 48,36           | Mamadou Kassé Hanne   | 48,56 PB    |
| Skok o tyczce              | Raphael Holzdeppe   | 5,91 =PB    | Renaud Lavillenie       | 5,86            | Malte Mohr            | 5,86 SB     |
| Trójskok                   | Christian Taylor    | 17,08       | Daniele Greco           | 17,04 SB        | Teddy Tamgho          | 17,01 =SB   |
| Pchnięcie kulą             | David Storl         | 20,70       | Cory Martin             | 20,54           | Dylan Armstrong       | 20,29       |

### Kobiety
| Konkurencja:                  | 1. miejsce                         | Rezultat   | 2. miejsce           | Rezultat | 3. miejsce        | Rezultat   |
| Bieg na 200 m                 | Murielle Ahouré                    | 22,36 NR   | Allyson Felix        | 22,64    | Iwet Łałowa       | 22,78 SB   |
| Bieg na 400 m                 | Amantle Montsho                    | 49,87 WL   | Francena McCorory    | 50,05    | Natasha Hastings  | 50,53      |
| Bieg na 1500 m                | Abeba Aregawi                      | 4:00,23    | Genzebe Dibaba       | 4:01,62  | Jenny Simpson     | 4:02,30 SB |
| Bieg na 3000 m z przeszkodami | Milcah Chemos Cheywa               | 9:16,14 SB | Lidya Chepkurui      | 9:18,10  | Sofia Assefa      | 9:21,24    |
| Bieg na 100 m przez płotki    | Dawn Harper-Nelson                 | 12,65      | LoLo Jones           | 12,70 SB | Ginnie Crawford   | 12,90 SB   |
| Skok wzwyż                    | Anna Cziczerowa Swietłana Szkolina | 1,98       |                      |          | Blanka Vlašić     | 1,95 SB    |
| Skok w dal                    | Brittney Reese                     | 6,99       | Janay DeLoach Soukup | 6,97     | Shara Proctor     | 6,91 SB    |
| Rzut dyskiem                  | Sandra Perković                    | 68,25      | Yarelis Barrios      | 64,41    | Zinaida Sendriūtė | 62,85      |
| Rzut oszczepem                | Christina Obergföll                | 66,45      | Marija Abakumowa     | 64,03    | Sunette Viljoen   | 63,49 SB   |

## Rekordy
Podczas mityngu ustanowiono 1 krajowy rekord w kategorii seniorów:
| Zawodnik        | Reprezentacja            | Konkurencja        | Rezultat |
| --------------- | ------------------------ | ------------------ | -------- |
| Murielle Ahouré | Wybrzeże Kości Słoniowej | bieg na 200 metrów | 22,36    |